# Schlacht von Serdica
Die Belagerung von Serdica (bulgarisch Обсадата на Сердика) fand im Jahr 809 an der Stelle des heutigen Sofia statt. Im Endergebnis wurde die damals Serdica genannte Stadt dauerhaft Teil des bulgarischen Reiches. 

## Vorgeschichte
Nach der Vernichtung der Awaren begann Krum mit der Eroberung des Strumatals und Teilen Makedoniens. Sein größtes Hindernis bei diesem Ansinnen war die byzantinische Festung Serdica.

## Die Belagerung
Im Frühling 809 befahl Krum die Belagerung der Stadt, die jedoch mehrere Wochen erfolglos verlief. Schließlich versprach er der  byzantinischen Garnison freies Geleit, wenn sie die Stadt kampflos übergeben würde. Die Byzantiner gingen auf dieses Versprechen ein, wurden jedoch trotzdem bei ihrem Abzug, ebenso wie einige Bewohner der Stadt, von den Truppen Krums getötet.

## Folgen
Mit der Eroberung der Serdicas war den Bulgaren ein wichtiger Verkehrsknotenpunkt des Balkans entlang der Via Militaris in die Hände gefallen. Byzanz verlor dadurch nicht nur den direkten Weg in seine westlichen Balkanprovinzen, sondern bald auch die Provinzen selbst, welche zwischen Bulgaren, Serben und Kroaten aufgeteilt wurden. Für die Bulgaren war die Stadt zudem Ausgangspunkt für weitere Feldzüge in Richtung Pelagonien, Thessalien, Westthrakien und Epiros.